# Два дні чудес
«Два дні чудес» (рос. «Два дня чудес») — радянський комедійний художній фільм 1970 року виробництва  Кіностудії ім. М. Горького, знятий режисером  Львом Мирським за п'єсою  Юрія Сотника «Просто жах!..».

## Сюжет
Феї-недоучки Ромашка і Фіалка з Інституту добрих чарівників вирушили на виробничу практику для здійснення «доброго дива». Опинившись на теплоході, феї натрапили на сім'ю завідувача фізіотерапевтичного відділення поліклініки Вадима Леонідовича, що благополучно повертається з відпустки. Випадково підслухавши розмову батька і сина, феї запропонували поміняти їх місцями, а маму перетворити в дівчинку. Вадим не сприйняв пропозицію серйозно і жартома погодився. Феї, зрадівши можливості зробити «добре диво», накреслили в повітрі заклинання і перетворили тата в сина, сина в батька, а маму в кактус.

## У ролях
- Леонід Куравльов — Вадим Леонідович Мурашов
- Борис Майхровський — Гриша Мурашов
- Михайло Козаков — професор-екзаменатор Інституту добрих чарівників
- Ераст Гарін — професор-екзаменатор Інституту дрібних капостей
- Ольга Аросєва — студентка-чаклунка Альфа Іванівна Кокошкіна
- Тамара Чернова — Марфа Петрівна, чаклунка-капостниця
- Людмила Стоянова — молодий спеціаліст Юлія Іванівна
- Михайло Зимін — пацієнт Федотов
- Юрій Крітенко — Олександр Юхимович Тукачов, головлікар
- Зінаїда Сорочинська — офіціантка
- Тамара Яренко — Анна Степанівна, вчителька
- Юрій Чекулаєв — водій

## Знімальна група
- Автори сценарію — Олександр Хмелик, М. Прядкін
- Режисер-постановник —  Лев Мирський
- Головний оператор —  Олександр Рибін
- Композитор — Богдан Троцюк
- Художники-постановники — Володимир Богомолов та Ольга Кравченя
- Директор картини — Г. Купершмідт
- Звукооператор — Дмитро Боголєпов
- Текст пісень —  Сергій Гребенніков і  Микола Добронравов
- Постановка танців — М. Мнацаканян
- Режисер — О. Тімонін
- Оператор — Юрій Дьяконов
- Редактор — Ірина Соловйова
- Художник по костюмах — Галина Казакова
- Художник-гример — К. Купершмідт
- Монтажер — В. Васильєва
- Комбіновані зйомки — В. Васильєв та Юрій Осмінкін
- Асистенти
  - режисера — О. Кузьмін і В. Сафонова
  - оператора — Лев Голубін і С. Журбицький

Державний симфонічний оркестр кінематографії під керуванням  Юрій Силантьєв.